# 中村雀右卫门 (第四代)
第四代中村雀右卫门（日语：／ Yodaime Nakamura Jakuemon，1920年—2012年2月23日）本名青木清治，出生于大日本帝国东京都，日本歌舞伎艺术大师，被誉为日本歌舞伎“人间国宝” 。

## 生平
中村雀右卫门出生于一个艺术世家，他的父亲青木八重太郎是歌舞伎艺术大师，他的养父中岛笑太郎也是歌舞伎艺术大师，是第三代中村雀右卫门，其养父还是中国京剧大师梅兰芳的授技恩师。
27岁时，他才开始出场演出，并常常吃不饱饭，为了生计，他曾改行做电影演员。
30岁时，他出演电影《佐佐木小次郎》一举走红，为了自己热爱的歌舞伎艺术，5年后，他再度重操旧业。
35岁，他开始和市川寿海一起出演，声名日浓。
1964年，他传袭了养父的称号，成为第四代中村雀右卫门。
1999年，他开始担任传统歌舞伎保护协会会长，专门负责保护、继承和发扬日本传统文化。
2012年2月23日下午3点55分，他因肺炎在东京都医院去世，享年91岁。

## 公职
- 1992年，日本艺术协会会员
- 1997年，日本俳优协会副会长
- 1999年，传统歌舞伎保存会会长
- 2001年，日本俳优协会会长

## 思想
中村雀右卫门认为艺术的精髓来自于心灵之美，他说：“想要表现出艺术的美仅仅靠演技是远远不够的，虽然生活中我们也会憎恨自己讨厌的人，嫉妒比自己优秀的人，但是请保持一颗对他人的仁爱之心、宽容之心，去努力做到真正地心存美好。舞台上，再卓越的演技也无法掩饰真正的内心。”

## 作品
中村雀右卫门经常出演日本历史上三大名姬：时姬、八重恒姬、雪姬，年届八旬依然不辍；其经典之作是《京鹿子娘道成寺》中的“白拍子花子”，被誉为歌舞伎女形集大成之作。

### 三姬
- 《镰仓三代记》，时姬
- 《金阁寺》，雪姬
- 《本朝二十四孝·十种香·奥庭》，八重恒姬

### 电影
- 《佐佐木小次郎》
- 1955年，《荒木又右卫门》，渡边数马役

### 书籍
- 《女形无限》，白水社，1998年3月，ISBN 4560035598
- 《私事》，岩波书店，2005年1月，ISBN 4000257552
- 《名女形·雀右卫门》，渡辺保，新潮社，2006年2月

## 奖项
1980年，日本艺术学院奖。
1984年，紫绶褒章。
1986年，真山青果奖。
1990年，传统文化保护奖；旭日小绶章。
1998年，松尾艺能奖。
1991年，日本政府认定他为“人间国宝”。

2000年，瑞宝章。
2001年，荣获“文化功劳者”称号。

2004年，荣获“文化勋章”。

## 评价
舞台美术家朝仓摄：“让我记忆犹新的是他和中村富十郎先生一起表演的舞蹈《二人椀久》。中村先生扮演的旦角不管是从外形上还是从舞蹈上都洋溢着美的气息。这种美是无法学习和复制的，是极其自然的发自内心的美。”

## 脚注
1. ↑  歌舞伎中的“女形”相当于中国戏曲行當中的“旦”；“女形”演员被认定为日本“人间国宝”的共有4位：第七代尾上梅幸、第六代中村歌右卫门、第七代中村芝翫和第四代中村雀右卫门。